# 埃马纽埃尔·德·马托纳
埃马纽埃尔·德·马托纳（法語：Emmanuel de Martonne，法語發音：[ɛmanɥɛl də maʁtɔn]，1873年4月1日—1955年7月24日），法国地理学家，曾参加过巴黎和会。

## 早年
埃马纽埃尔·德·马托纳于1873年4月1日出生于法国沙布里，后成为维达尔·白兰士的养子。1882年，马托纳开始就读于巴黎高等师范学院。1885年，他从该学校毕业，获得了历史学和地理学的学位。从此之后，马托纳开始与费迪南·冯·李希霍芬和阿尔布雷希特·彭克一同工作。

## 科研生涯
1899年，马托纳成为了雷恩第一大学的教授，并在那里创立了德国地理研究所。1905年10月至1909年期间，他短暂地在里昂大学进行工作，随后跳槽至巴黎大学。在第一次世界大战期间，1915年1月，第二陆军参谋局与马托纳在内的与六个地理学家密切联系，建立了地理委员会。
第一次世界大战结束后，在巴黎和会期间，马托纳成为了时任法国外交部部长安德烈·塔尔迪厄和法国总理乔治·克列孟梭的顾问，同时还参与了关于阿尔萨斯-洛林回归法国的游说。由于在早年对南喀尔巴阡山脉的研究经历，马托纳对中欧和罗马尼亚十分熟悉，因此他同时还担任了关于处理战后边界问题的研究委员会（Comité D'études）的秘书。
1921年，马托纳开始在巴比什博雅依大学任教。1955年7月24日，马托纳在法国索城逝世，享年82岁。

## 荣誉
1933年，埃马纽埃尔·德·马托纳成为了俄罗斯地理学会的荣誉会员。随后，马托纳在1938年至1952年期间担任了国际地理学会的理事长职务。在此期间，马托纳曾于1939年和1950年分别荣获卡勒姆地理奖章和地理学维多利亚勋章。1942年，马托纳正式成为法国科学院成员。

## 出版物
1909年，马托纳出版了《自然地理：处理气候水文、地形、土壤、生物地理学》第一版。这本书包含了396张三维的插图和地图，涵盖了地理学的许多方面，如地理坐标系统、自然地理、气候、水文、侵蚀、冰川和生物地理学等。随后，1913年和1920年马托纳再版了这本书。1926年，马托纳出版了一本关于阿尔卑斯山的书籍《阿尔卑斯山：普通地理学》。

### 书籍
- Brock, Numa; Giusti, Christian, , Géomorphologie, February 2007  [2018-07-20], ISSN 1957-777X, doi:10.4000/geomorphologie.921, （原始内容存档于2015-12-25） （法语）
- Ginsburger, Nicolas,  (PDF) (thesis), Université Paris Ouest Nanterre-La Défense, 2010-11-30  [2018-07-20], （原始内容存档 (PDF)于2020-11-27） （法语）
- Lorimer, Hayden; Withers, Charles W. J., , A&C Black, 2012-09-27  [2018-07-20], ISBN 978-1-4411-8624-9, （原始内容存档于2019-05-14） （英语）